# Keith Lee
Keith Lee (Wichita Falls, Texas, 8 november 1984) is een Amerikaans professioneel worstelaar die sinds 2022 actief is voor de worstelorganisatie All Elite Wrestling (AEW).
Lee is vooral bekend van zijn tijd bij WWE en Ring of Honor (ROH), evenals op het onafhankelijk circuit voor organisaties zoals Evolve, All American Wrestling (AAW) en Pro Wrestling Guerrilla (PWG). Hij is voormalige PWG World Champion, NXT Champion en NXT North American Champion.
In mei 2018 tekende hij bij WWE en werd verwezen naar WWE's NXT brand, waar hij als eerste worstelaar in WWE het NXT en North American Championship gelijktijdig behield. In augustus 2020 werd hij verwezen naar het hoofdrooster. Op 4 november 2021 werd hij vrijgegeven van zijn contract.

## Professioneel worstel-carrière (2015-)

### Ring of Honor (2015–2017)
Tijdens 2015, maakte Lee verschijnen bij de worstelorganisatie Ring of Honor (ROH) met Shayne Taylor en noemde hunzelf "Pretty Boy Killers" (PBK).
Op 27 augustus 2016, bij het evenement Field of Honor, participeerde PBK in een tag team gauntlent match voor het ROH World Tag Team Championship, maar werd gewonnen door The Addiction. Bij het evenement At All Star Extravaganza VIII op 30 september 2016, worstelde PBK tegen The All Night Express, War Machine en de team van Colt Cabana en Dalton Castle in een Four Corner Survival match om de eerst volgende tegenstander te worden voor het ROH World Tag Team Championship, maar verloren. In januari 2017 had Taylor een contract ondertekend met ROH. Tijdens een show op 14 januari 2017 in Atlanta raakte, PBK in een vete met The Briscoe Brothers toen Lee en Taylor hen aanvielen en Jay Briscoe door een tafel sloegen. De volgende dag kondigde Lee verrassend aan dat hij ROH gaat verlaten. Op 3 februari 2017, hadden Lee en Taylor een wedstrijd tegen de Briscoe Brothers dat geen winnaar opleverde. Dat was Lee zijn laatste verschijning in ROH.

### Evolve (2017–2018)
Lee had een contract getekend bij Evolve in januari 2017 en verscheen bij het evenement Evolve 76 en verloor van Chris Hero. Hij maakte zijn terugkeer op 24 februari 2017 bij het evenement Evolve 78 en won van Zack Sabre Jr. De volgende dag won hij van Tracy Williams bij het evenement Evolve 79. Lee kreeg tevergeefs zijn eerste kampioenschapswedstrijd tegen Matt Riddle voor he WWN Championship op 25 juni 2017 bij het evenement Evolve 87. Op 14 oktober 2017, won hij het WWN Championship van Riddle bij het evenement Evolve 94 in een Last Man Standing wedstrijd. Hij verloor de titel aan Austin Theory op 6 april 2018 bij het evenement Evolve 103. Op 20 mei 2018, had Lee zijn laatste wedstrijd, in Evolve, tegen Matt Riddle voor het Evolve Championship die hij verloor. Lee verliet de ring emotioneel.

### Pro Wrestling Guerrilla (2017–2018)
Op 18 maart 2017, maakte Lee zijn debuut bij Pro Wrestling Guerrilla (PWG) bij het evenement Nice Boys (Don't Play Rock N' Roll) in een triple threat wedstrijd tegen Brian Cage en Sami Callihan die hij verloor. Bij het evenement Game Over, Man verloor hij van Jeff Cobb. Op 19 mei 2017, bij het evenement Head Like A Cole, won hij zijn eerste wedstrijd in PWG van Trevor Lee. Bij het evenement Pushin Forward Back op 7 juli 2017, won hij van Lio Rush en Trent. In september 2017 maakte hij om naar de finale te gaan bij de 2017 Battle of Los Angeles, maar verloor van Ricochet. Op 23 maart 2018, bij het evenement Time Is a Flat Circle, bekwam bij PWG World Champion door een overwinning op Chuck Taylor. Bij het evenement All Star Weekend 14 op 21 april 2018, verloor hij de titel aan Walter.

### WWE (2018–2021)

#### NXT (2018–2020)
Voordat Lee officieel tekende bij WWE, ontving Lee een zo gehete "try-out" in 2008, hoewel dit er niet toe leidde dat hij werd aangenomen. Op een aflevering van Raw, op 30 maart 2009, was Lee te zien als een beveiliger. Op 5 april 2018, tijdens WrestleMania Axxess, maakte Lee een verschijning voor NXT en won van Kassius Ohno. Op 1 mei 2018, werd er aangekondigd dat Lee heeft getekend bij WWE. Lee was te zien in het publiek bij het evenement NXT TakeOver: Chicago II op 16 juni 2018. Op 8 augustus 2018, maakte Lee zijn televisiedebuut op NXT, waar hij won van Marcel Barthel. Gedurende de rest van 2018 worstelde Lee sporadisch op NXT, waarbij hij won van Luke Menzies en Kona Reeves, maar verloor van Lars Sullivan. Op 7 maart 2019, liep Lee een onbekende blessure op. Door de blessure kwam er een vroegtijdig einde aan zijn geplande vete met Dominik Dijakovic, tegen wie hij de komende twee maanden zou moeten vechten. Lee keerde terug op een house show op 8 april 2019. Op 1 november 2019, was Lee een van de NXT worstelaars die de aflevering van SmackDown van die avond binnenstormden. Bij het evenement NXT TakeOver: WarGames op 23 november 2019, maakte Lee deel uit van de team van Tommaso Ciampa en wonnen van The Undisputed Era (Adam Cole, Bobby Fish, Kyle O'Reilly en Roderick Strong) in een WarGames wedstrijd. De avond er na maakte hij deel uit van Team NXT in een 5-tegen-5-tegen-5-tegen Survivor Series eliminatie wedstrijd tegen Team SmackDown en Team Raw bij het gelijknamig evenement. Hij was de laatste over van zijn team en was geëlimineerd door Roman Reigns, ook de laatste over van zijn team, wat SmackDown leidde voor de winst.
Op 8 januari 2020, aflevering van NXT, won Lee een fatal 4-way wedstrijd van Cameron Grimes, Damian Priest en Dominik Dijakovic en bekwam de eerst volgende tegenstander voor het NXT North American Championship, een titel die hij won op een aflevering van NXT op 22 januari 2020. Op 26 januari 2020, participeerde Lee in de Royal Rumble wedstrijd bij het gelijknamige evenement, maar werd geëlimineerd door WWE Champion Brock Lesnar. Lee heeft zijn titel succesvol verdedigd tegen Dominik Dijakovic bij het evenement NXT TakeOver: Portland en NXT TakeOver: In Your House tegen Johnny Gargano. Bij het evenement The Great American Bash, behield Lee zijn NXT North American Championship en won het NXT Championship van Adam Cole in een Winner Takes All wedstrijd, wat hem een double champion maakte (NB: dubbele kampioen) en is hiermee de eerste worstelaar die het NXT en North American Championship gelijktijdig behield. Op 22 juli 2020, aflevering van NXT, heeft Lee vrijwillig het NXT North American Championship vrijgesteld en startte een vete met Karrion Kross over het NXT Championship. Bij het evenement NXT TakeOver XXX, verloor Lee de titel aan Kross, wat zijn laatste wedstrijd was in NXT.

#### Raw (2020–2021)
Bij het evenement SummerSlam, werd er aangekondigd dat Lee naar Raw komt en zijn debuut zou maken op de dag na SummerSlam. Lee had zijn debuutwedstrijd op 24 augustus 2020, bij een aflevering Raw, waar hij verloor van Randy Orton door diskwalificatie door een tussenkomst van WWE Champion Drew McIntyre. Bij het evenement Payback, was de wedstrijd tussen Lee en Orton opnieuw gepland. Lee won. Bij het evenement Survivor Series op 22 november 2020, maakte Lee deel uit van Team Raw met Braun Strowman, AJ Styles, Riddle en Sheamus en wonnen van Team SmackDown (Jey Uso, Kevin Owens, Seth Rollins, King Corbin & Otis).
Lee zou strijden voor het WWE Championship en deelnemen aan een triple threat wedstrijd, waar de winnaar een wedstrijd voor het WWE Championship zou ontvangen bij het evenement TLC: Tables, Ladders & Chairs, maar verloor van AJ Styles. Op 4 januari 2021, aflevering van Raw, daagde Lee tevergeefs McIntyre uit voor het WWE Championship. De volgende maand zou Lee een wedstrijd hebben tegen Riddle en Bobby Lashley voor het WWE United States Championship bij het evenement Elimination Chamber, maar werd uit de wedstrijd gehaald door een blessure. Lee onthulde later dat hij positief getest was voor COVID-19, gevolgd door een ontsteking in het hart. Hij was op dat moment aan het vechten voor zijn leven. Na vijf maanden inactief geweest te zijn, keerde Lee terug op 19 juli 2021 op een aflevering van Raw, waar hij de uitdaging van WWE Champion Bobby Lashley uitdaagde, wat resulteerde in een nederlaag. Na een aantal wedstrijden op Raw, werd Lee op 4 november 2021 vrijgegeven van zijn contract door WWE.

### All Elite Wrestling (2022—)
Lee maakte op 9 februari 2022 zijn debuut bij All Elite Wrestling (AEW) tijdens een aflevering van AEW Dynamite, na speculatie vanuit Tony Khan over een zogenaamde 'verboden deur' debutant.

## Privé
Op 11 februari 2021, werd Lee verloofd met professioneel worstelaarster Mia Yim die worstelt onder de ringnaam Reckoning op SmackDown.

## Films
| Film           | Rol             | Jaar |
| -------------- | --------------- | ---- |
| The Main Event | Smooth Operator | 2020 |

## Prestaties
- Inspire Pro Wrestling

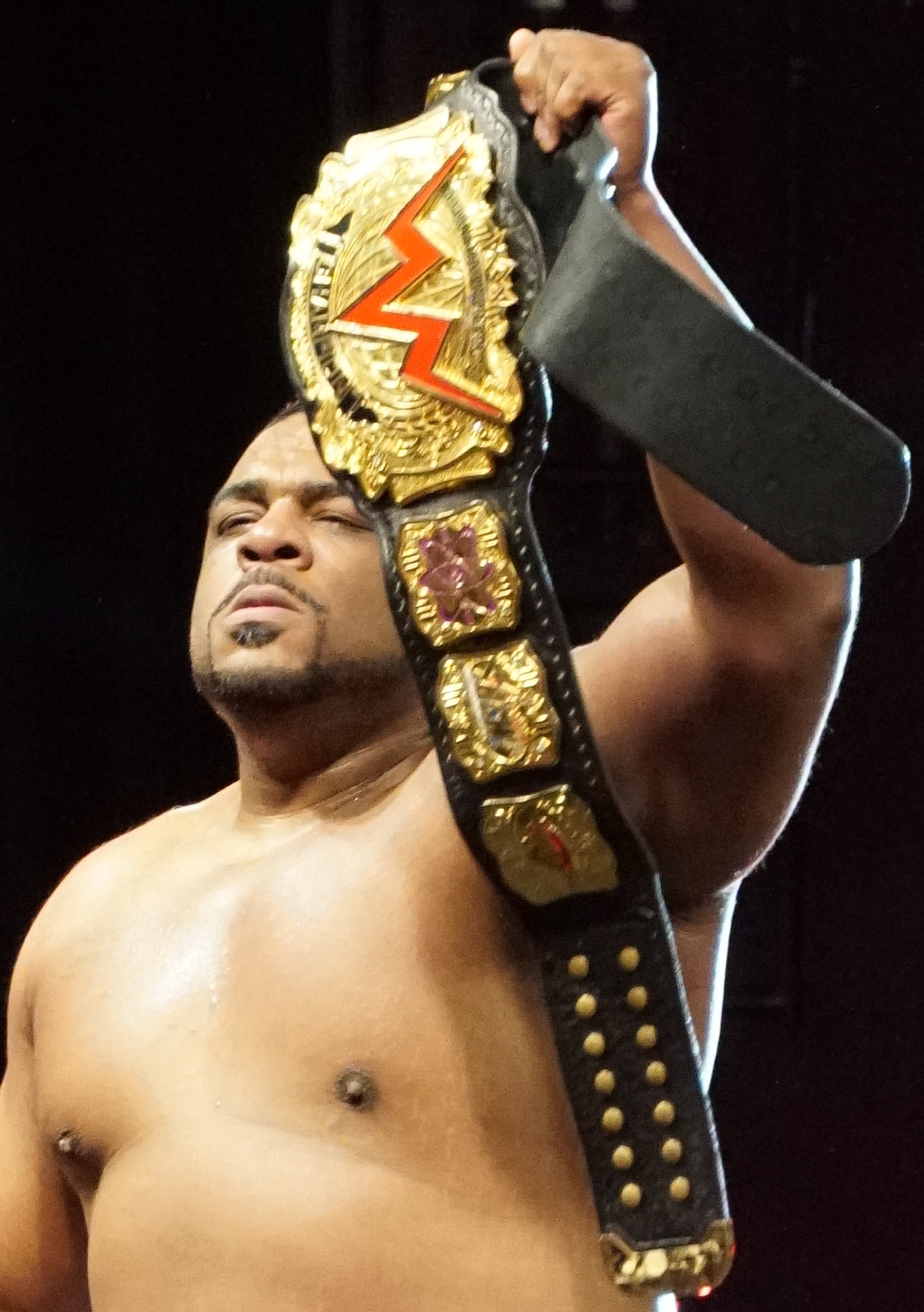
Lee als WWN Champion

  - Inspire Pro Pure Prestige Championship (1 keer)[57]
- North American Wrestling Allegiance
  - NAWA Tag Team Championship (1 keer) – met Li Fang[57]
- Pro Wrestling Guerrilla
  - PWG World Championship (1 keer)[57]
- Pro Wrestling Illustrated
  - Gerangschikt op nummer 100 van de top 500 single worstelaars in de PWI 500 in 2017[58]
  - Gerangschikt op nummer 59 van de top 500 single worstelaars in de PWI 500 in 2018[58]
  - Gerangschikt op nummer 157 van de top 500 single worstelaars in de PWI 500 in 2019[58]
  - Gerangschikt op nummer 11 van de top 500 single worstelaars in de PWI 500 in 2020[58]
- Sports Illustrated
  - Gerangschikt op nummer 10 van de 10 Best Male Wrestlers in 2017[59]
- VIP Wrestling
  - VIP Heavyweight Championship (1 keer)[57]
  - VIP Tag Team Championship (1 keer) – met Shayne Taylor[57]
- Wrestling Observer Newsletter
  - Match Of The Year (2017)[58]
  - Most Improved (2017)[58]
- WWE
  - NXT Championship (1 keer)[57]
  - NXT North American Championship (1 keer)[57]
  - NXT Year-End Award (1 keer)
    - Breakout Star of the Year (2019)[60]
- WWNLive
  - WWN Championship (1 keer)199s
- Xtreme Championship Wrestling
  - XCW Heavyweight Championship (1 keer)[57]
  - XCW TNT Championship (1 keer)[57]